# HMS Phaeton (1782)
Pour les autres navires du même nom, voir HMS Phaeton.
Le HMS Phaeton était une frégate de la Royal Navy qui fut en service dans le Pacifique durant les guerres napoléoniennes.
En septembre 1799, elle transporta l'ambassade de Lord Elgin de Portsmouth à Constantinople.
Sachant Napoleon allié avec les Pays-Bas contre l'Angleterre, les navires de la Royal Navy ont commencé à pourchasser les bateaux hollandais. En 1808, le Phaeton a attendu en embuscade à l'extérieur de la baie japonaise de Nagasaki pour attaquer une paire de bateaux de commerce hollandais qui étaient attendus au port. Les bateaux hollandais, prévenus de l'embuscade britannique, ont annulé leur passage par Nagasaki, et le Phaeton se trouva à court de provisions.

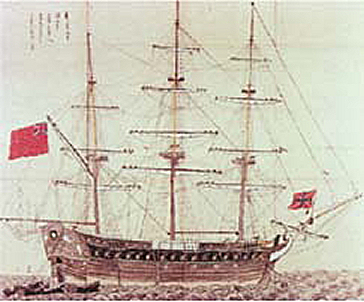
Dessin japonais du Phaeton.

Le Phaeton est entré dans le port de Nagasaki le 4 octobre sous pavillon hollandais et a capturé des représentants hollandais qui étaient montés à bord à l'enclave hollandaise de Dejima, et avaient demandé des provisions. Le Phaeton a fait feu grâce à ses canons et fusils pour appuyer ses demandes, menaçant de détruire les bateaux japonais et chinois dans la baie.
Les maigres forces japonaises stationnées à Nagasaki furent incapables de repousser le Phaeton, et des vivres furent envoyées au bateau. Le commissionnaire de Nagasaki, Matsudaira Genpei, se suicida de déshonneur par seppuku.
À la suite de l'attaque du Phaeton, le Bakufu renforça les défenses côtières, et promulgua une loi interdisant aux étrangers de débarquer, sous peine de mort (1825~1842, Muninen-uchikowashi-rei). Le Bakufu demanda également à des interprètes officiels d'apprendre l'anglais et le russe, abandonnant leur concentration sur le néerlandais. En 1814, le premier dictionnaire Anglais-Japonais (6 000 mots) fut écrit par l'interprète de néerlandais Motoki Shozaemon.